# Isomeria geométrica
A isomeria geométrica, isomeria cis-trans ou simplesmente cis-trans é um tipo de estereoisomeria dos alcenos e cicloalcanos.
No isómero cis, os substituintes estão no mesmo lado da dupla ligação ou no mesmo lado do cicloalcano; no isômero trans, os substituintes estão no lado oposto da dupla ligação ou em lados opostos do cicloalcano.
|  |  |
|  |  |

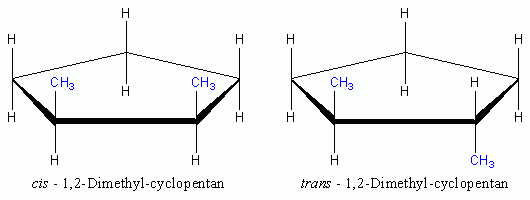
cis-1,2-dimetilciclopentano e trans-1,2-dimetilciclopentano

A IUPAC desaconselha o uso do termo isomeria geométrica.

## Notação Z/E

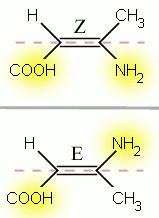

O sistema de nomenclatura cis/trans em alcenos e cicloalcanos é insuficiente quando há três ou mais substituintes diferentes na ligação dupla. Nestes casos se usa o sistema de nomenclatura Z/E, adotado pela IUPAC, que serve para todos os alquenos. Z provém do vocábulo alemão zusammen que significa juntos e E do vocábulo alemão entgegen que significa opostos. Equivaleriam aos termos cis e trans respectivamente.
Se uma configuração molecular é Z ou E vem determinado pelas regras de prioridade de Cahn, Ingold e Prelog. Para cada um dos dois átomos de carbono da ligação dupla se determina individualmente qual dos dois substituintes têm a prioridade mais alta. Se ambos substituintes de maior prioridade estão no mesmo lado (ou seja, se os maiores números atômicos estiverem do mesmo lado), a disposição é Z. Alternativamente, se os maiores números atômicos estão em lados opostos, a disposição é E.
Como exemplo, na imagem o ácido (Z)-3-amino-2-butenóico e o ácido (E)-3-amino-2-butenóico.
No Cis os pontos de fusão e ebulição (PF e PE) são maiores  e sua solubilidade em água também, pois sua polaridade é maior. Já no TRANS, as moléculas são mais estáveis.